# Guzi Blanka
Guzi Blanka (1999. május 15. –) világ- és Európa-bajnoki aranyérmes magyar öttusázó.

## Élete és pályafutása
Kistokajban nőtt fel, a miskolci Herman Ottó Gimnázium diákja volt. Sokáig kézilabdázott, majd hirtelen váltott öttusára, 2015-ben. Két évvel a sportágváltást követően már a junior Európa-bajnokságon ezüstérmet szerzett. A 2019-es székesfehérvári világkupán Kardos Bencével vegyes váltóban ezüstérmet szerzett. 2021-ben a felnőtt Európa-bajnokságon csapatban (Simon Sarolta, Réti Kamilla) aranyérmet, egyéniben ezüstérmet szerzett. A 2022-es világbajnokságon csapatban (Simon, Gulyás) bronzérmes lett, egyéniben kiesett az elődöntőben.
Klubja a miskolci Swimming Pentathlon Club volt, 2023-ban a DVTK-hoz igazolt.
A 2024-es párizsi olimpián egyéniben 4. helyezést ért el. 2025-ben, Miskolc város ünnepén megkapta Az év sportolója díjat.